# Джейн Фалън
Джейн Фалън (на английски: Jane Fallon) е английска телевизионна продуцентка и писателка на бестселъри в жанровете чиклит, хумор и любовен роман.

## Биография и творчество
Джейн Фалън е родена на 9 декември 1960 г. в Хароу, Лондон, Мидълсекс, Англия. Отраства в Бъкингамшър, където родителите ѝ имат магазин. Учи в Католическата езикова гимназия „Сейнт Бернар“ в Слау. Завършва история в Университетски колеж Лондон.
След дипломирането си работи в продължение на 3 години в малка театрална и литературна агенция и се запалва по драматургията. След това работи на свободна практика като редактор на сценарии, докато става продуцент на сериала „EastEnders“ през 1994 г. Работи успешно па създаването на различни сериали, включително „Този живот“ и „20 неща, които трябва да направите преди да навършите 30 години“. През 2006 г. решава да изпълни амбицията си да напише роман.
Първият ѝ роман „Добре дресиран и ненужен / Да се отървеш от Матю“ е издаден през 2007 г. Дългогодишният любовник на Хелън, Матю, напуска жена си и се премества при нея. Но Хелън вече не го желае и иска да намери своята истинска любов. Романът става бестселър в списъка на „Сънди Таймс“.
Следващите ѝ романи, като „Да си остане между нас“ и „Моето сладко отмъщение“, също са бестселъри.
Джейн Фалън живее със семейството си в Северен Лондон.

## Произведения

### Самостоятелни романи
- Getting Rid of Matthew (2007)
Добре дресиран и ненужен, изд.: ИК „Бард“, София (2010), прев. Таня Виронова
Да се отървеш от Матю, изд. „Санома Блясък България“ (2012), прев. Таня Виронова
- Got You Back (2008)
- Foursome (2010)
- The Ugly Sister (2011)
- Skeletons (2014)
- Strictly Between Us (2016)
Да си остане между нас, изд. „СББ медиа“ (2017), прев. Маргарита Спасова
- My Sweet Revenge (2017) 
Моето сладко отмъщение, изд. „СББ медиа“ (2018), прев. Боряна Даракчиева
- Faking Friends (2018)
- Tell Me A Secret (2019)
- Queen Bee (2020)

### Филмография – продуцент
- EastEnders (1985 – 1994) – ТВ сериал, 14 епизода
- Jupiter Moon (1996) – ТВ сериал, 1 епизод, автор
- This Life (1996 – 1997) – ТВ сериал, 32 епизода
- Undercover Heart (1998) – ТВ сериал, 6 епизода
- Massive Landmarks of the 20th Century (1999) – ТВ сериал
- Teachers (2001 – 2004, 2006) – ТВ сериал, 1 епизод
- 20 Things to Do Before You're 30 (2002) – ТВ сериал, 8 епизода, автор
- Single (2003)